# Distretto di Aparicio Pomares
Il distretto di Aparicio Pomares è uno degli otto distretti della provincia di Yarowilca, in Perù. Si trova nella regione di Huánuco e si estende su una 183.14 superficie di chilometri quadrati.